# Bazooka Tooth
Bazooka Tooth è un album in studio del rapper statunitense Aesop Rock, pubblicato nel 2003 dalla Definitive Jux.

## Tracce
1. Bazooka Tooth – 2:25
2. N.Y. Electric + Hunter Interlude – 5:10
3. Easy – 5:01
4. No Jumper Cables (scratch DJ paWL) – 5:06
5. Limelighters + Funkadelic Interlude (feat. Camp Lo) – 4:33
6. Super Fluke – 4:51
7. Cook It Up (feat. P.F.A.C.) – 3:45
8. Freeze + Honeycomb Interlude – 5:32
9. We're Famous (feat. El-P) – 6:21 (musica: El-P)
10. Babies With Guns – 5:07
11. The Greatest Pac-Man Victory In History – 4:48
12. Frijoles – 3:48
13. 11:35 Ketamine U.S.A. Interlude (feat. Mr. Lif) – 4:23
14. Kill The Messenger – 4:54
15. Mars Attacks – 4:39

## Classifiche
| Classifica (2013)         | Posizione massima |
| ------------------------- | ----------------- |
| Stati Uniti               | 112               |
| Stati Uniti (r&b/hip-hop) | 44                |
| Stati Uniti (independent) | 7                 |